# Cueva de Las Brujas (Suances)
La cueva de las Brujas es una cavidad natural del terreno que se encuentra en el municipio de Suances de Cantabria, en España.

## Historia
La cueva de las brujas fue descubierta en el siglo XIX por Pérez del Molino, pero el registro científico del asentamiento tuvo lugar a mediados de 1980 por el Colectivo para la Ampliación de Estudios de Arqueología Prehistórica (CAEAP). Fue declarada Bien de interés cultural (BIC) en 1997. Las manifestaciones rupestres encontradas pueden asignarse al paleolítico superior.

## Descripción
La cueva es un sumidero fósil de entrada amplia que da acceso a un inmenso vestíbulo descendente. Del mismo parten varias galerías que finalizan pronto, siendo la de mayor desarrollo la que se sitúa en la parte izquierda. En la rampa de entrada y en el relleno de una calicata fragmentos de sigillata, cerámicas a mano, conchas y huesos humanos.
En la misma boca hay dos paneles de grabados fusiformes, y en el interior varios paneles de grabados tipo "macarroni" no figurativos. Los paneles de fusiformes son frecuentes en el arte rupestre paleolítico, si bien pueden aparecer incluso, en conjuntos post-paleolíticos. Los "macarroni" son comunes, en toda el área geográfica circundante, en yacimientos paleolíticos como Altamira, Clotilde y Cudón.